# Stade du 20-Août-1955 (Skikda)
 (octobre 2019).
Si vous disposez d'ouvrages ou d'articles de référence ou si vous connaissez des sites web de qualité traitant du thème abordé ici, merci de compléter l'article en donnant les références utiles à sa vérifiabilité et en les liant à la section « Notes et références ».
Pour les articles homonymes, voir Stade du 20-Août-1955.
Le Stade du 20-août-1955 (en arabe : ملعب 20 أغسطس 1955) est un stade de football situé dans la ville de Skikda. C'est le lieu d’entraînement de la Jeunesse sportive madinet Skikda. la construction du stade remonte a l'époque française avant l'indépendance de l'Algérie.

## Histoire
Le stade municipal de Philippeville est inauguré en 1934 par le maire de la ville Paul Cuttoli, il est alors doté d'une tribune de 5 000 places.
En 1955 il est le théâtre d'assassinats de centaines d'algériens perpétrés par les autorités françaises suites aux évènements du 20 août 1955, qui les avaient regroupés dans l'enceinte du stade.
Le stade sera agrandi dans les années 1970 en y ajoutant des tribunes tout autour.